# Football Club Midtjylland 2023-2024
Questa voce raccoglie le informazioni riguardanti il Football Club Midtjylland nelle competizioni ufficiali della stagione 2023-2024.

## Rosa
| N. |                          | Ruolo | Calciatore                  |
| -- | ------------------------ | ----- | --------------------------- |
| 1  | Danimarca (bandiera)     | P     | Jonas Lössl                 |
| 2  | Danimarca (bandiera)     | C     | André Rømer                 |
| 3  | Corea del Sud (bandiera) | D     | Lee Han-beom                |
| 4  | Danimarca (bandiera)     | D     | Stefan Gartenmann           |
| 5  | Uruguay (bandiera)       | C     | Emiliano Martínez           |
| 6  | Svezia (bandiera)        | D     | Joel Andersson              |
| 7  | Danimarca (bandiera)     | A     | Pione Sisto                 |
| 8  | Svezia (bandiera)        | C     | Kristoffer Olsson           |
| 9  | Guinea (bandiera)        | A     | Sory Kaba                   |
| 9  | Norvegia (bandiera)      | A     | Ola Brynhildsen             |
| 10 | Corea del Sud (bandiera) | A     | Cho Gue-sung                |
| 11 | Danimarca (bandiera)     | A     | Gustav Isaksen              |
| 11 | Cile (bandiera)          | A     | Darío Osorio                |
| 13 | Rep. Ceca (bandiera)     | D     | Adam Gabriel                |
| 14 | Danimarca (bandiera)     | D     | Henrik Dalsgaard (capitano) |
| 15 | Islanda (bandiera)       | D     | Sverrir Ingi Ingason        |
| 17 | Guinea-Bissau (bandiera) | A     | Franculino                  |
| 18 | Zambia (bandiera)        | A     | Edward Chilufya             |

| N. |                      | Ruolo | Calciatore         |
| -- | -------------------- | ----- | ------------------ |
| 21 | Danimarca (bandiera) | A     | August Priske      |
| 22 | Danimarca (bandiera) | D     | Mads Bech Sørensen |
| 24 | Danimarca (bandiera) | D     | Oliver Sørensen    |
| 25 | Norvegia (bandiera)  | C     | Iver Fossum        |
| 26 | Colombia (bandiera)  | D     | Pablo Ortíz        |
| 29 | Brasile (bandiera)   | D     | Paulinho           |
| 35 | Brasile (bandiera)   | C     | Charles            |
| 37 | Svezia (bandiera)    | C     | Armin Gigović      |
| 38 | Brasile (bandiera)   | C     | Marrony            |
| 41 | Danimarca (bandiera) | A     | Mikel Gogorza      |
| 44 | Danimarca (bandiera) | D     | Nikolas Dyhr       |
| 50 | Danimarca (bandiera) | P     | Martin Fraisl      |
| 55 | Danimarca (bandiera) | D     | Victor Bak Jensen  |
| 58 | Turchia (bandiera)   | A     | Aral Şimşir        |
| 73 | Brasile (bandiera)   | D     | Juninho            |
| 74 | Brasile (bandiera)   | A     | Júnior Brumado     |
| 90 | Danimarca (bandiera) | P     | Oscar Hedvall      |

## Calciomercato
| Acquisti | Acquisti             | Acquisti             | Acquisti               |
| R.       | Nome                 | da                   | Modalità               |
| -------- | -------------------- | -------------------- | ---------------------- |
| A        | Darío Osorio         | Universidad de Chile | definitivo (5200000 €) |
| D        | Sverrir Ingi Ingason | PAOK                 | definitivo (4000 €)    |
| A        | Cho Gue-sung         | Jeonbuk Hyundai      | definitivo (3050000 €) |
| C        | Kristoffer Olsson    | Anderlecht           | definitivo (2800000 €) |
| A        | Ola Brynhildsen      | Molde                | definitivo (2500000 €) |
| D        | Adam Gabriel         | Sparta Praga         | definitivo (830000 €)  |
| D        | Lee Han-beom         | Seoul                | definitivo (1500000 €) |
| C        | Iver Fossum          | Aalborg              | gratuito               |
| A        | Franculino           | Benfica              | gratuito               |
| P        | Oscar Hedvall        | Silkeborg            | gratuito               |
| P        | Martin Fraisl        | Arminia Bielefeld    | gratuito               |
| D        | Mads Bech Sørensen   | Brentford            | n.d.                   |
| A        | Sory Kaba            | Cardiff City         | fine prestito          |
| C        | Marrony              | Fluminense           | fine prestito          |
| C        | Victor Lind          | IFK Norrköping       | fine prestito          |
| D        | Nikolas Dyhr         | Kortrijk             | fine prestito          |
| D        | Pablo Ortíz          | Mafra                | fine prestito          |
| D        | Oliver Olsen         | Fredericia           | fine prestito          |

| Cessioni | Cessioni          | Cessioni           | Cessioni                                         |
| R.       | Nome              | a                  | Modalità                                         |
| -------- | ----------------- | ------------------ | ------------------------------------------------ |
| C        | Emam Ashour       | Al-Ahly            | definitivo (2680000 €)                           |
| A        | Sory Kaba         | Las Palmas         | definitivo (1500000 €)                           |
| D        | Mads Thychosen    | AIK                | definitivo (70000 €)                             |
| D        | Mikkel Fischer    | Fredericia         | gratuito                                         |
| C        | Kristoffer Olsson | Anderlecht         | fine prestito                                    |
| A        | Gustav Isaksen    | Lazio              | definitivo (12 milioni € + 4 milioni € di bonus) |
| A        | Astrit Selmani    | Hapoel Be'er Sheva | fine prestito                                    |

## Risultati

### Superligaen

#### Prima fase
| Arbitro: | Mads-Kristoffer Kristoffersen |

|                  |           |  |
| Cho Gue-sung 56’ | Marcatori |  |

| Arbitro: | Jacob Karlsen |

|                             |           |  |
| Şimşir 48’ Cho Gue-sung 55’ | Marcatori |  |

| Arbitro: | Jakob Kehlet |

|                                             |           |                    |
| Gytkjær 16’, 58’ Finnsson 28’ Chukwuani 81’ | Marcatori | 90+1’ Cho Gue-sung |

| Arbitro: | Simon Duerlund Rasmussen |

|             |           |                           |
| Onugcha 82’ | Marcatori | 50’ Şimşir 58’ Franculino |

| Arbitro: | Jørgen Daugbjerg Burchardt |

|  |           |            |
|  | Marcatori | 81’ Vallys |

| Arbitro: | Putros |

|                                 |           |  |
| Ingvartsen 6’, 52’ Dorgeles 90’ | Marcatori |  |

| Arbitro: | Peter Kjærsgaard-Andersen |

|                 |           |          |
| Brynhildsen 29’ | Marcatori | 82’ Bech |

| Arbitro: | Aydin Uslu |

|                          |           |                                 |
| Serginho 56’ Zaletel 83’ | Marcatori | 47’ Cho Gue-sung 84’ Franculino |

| Arbitro: | Jakob Alexander Sundberg |

|                                |           |                    |
| Cho Gue-sung 51’ Charles 90+4’ | Marcatori | 89’ (rig.) Deedson |

| Arbitro: | Sandi Putros |

|  |           |                              |
|  | Marcatori | 63’ Brynhildsen 72’ Sørensen |

| Arbitro: | Mikkel Redder |

|                           |           |                          |
| Franculino 62’ Osorio 67’ | Marcatori | 9’ Coulibaly 71’ Kopplin |

| Arbitro: | Jörgen Daugbjerg Burchardt |

|             |           |                   |
| Al Hajj 44’ | Marcatori | 24’, 84’ Sørensen |

| Arbitro: | Jakob Kehlet |

|                        |           |                |
| Osorio 10’ Gabriel 46’ | Marcatori | 35’ Guðjohnsen |

| Arbitro: | Mads-Kristoffer Kristoffersen |

|               |           |                                                                       |
| Fredslund 67’ | Marcatori | 19’ Franculino 28’ Cho Gue-sung 43’ (aut.) Makienok 90+1’ Brynhildsen |

| Arbitro: | Jens Maae |

|                           |           |  |
| Sørensen 55’ Osorio 90+5’ | Marcatori |  |

| Arbitro: | Peter Kjærsgaard-Andersen |

|               |           |                                               |
| Þórðarson 50’ | Marcatori | 19’ Ingason 51’, 73’ Franculino 65’ Dalsgaard |

| Arbitro: | Karlsen |

|                                                                           |           |           |
| Cho Gue-sung 45+3’ (rig.), 66’ Osorio 45+9’ Dalsgaard 54’ Brynhildsen 84’ | Marcatori | 30’ Bonde |

| Arbitro: | Kehlet |

|                  |           |  |
| Omoijuanfo 45+4’ | Marcatori |  |

| Arbitro: | Krogh |

|                                 |           |                                                          |
| Mortensen 9’ (rig.), 76’ (rig.) | Marcatori | 45+4’ (rig.) Cho Gue-sung 48’ Lee Han-beom 90+6’ Charles |

| Arbitro: | Putros |

|                              |           |  |
| M. Sørensen 34’ Osorio 90+4’ | Marcatori |  |

| Arbitro: | Karlsen |

|  |           |                 |
|  | Marcatori | 25’ O. Sørensen |

| Arbitro: | Redder |

|                                                   |           |  |
| Şimşir 68’ Paulinho 76’ Cho Gue-sung 90+6’ (rig.) | Marcatori |  |

##### Playoffs Championship
| Arbitro: | Kristoffersen |

|                              |           |                                           |
| Charles 67’ Cho Gue-sung 81’ | Marcatori | 22’ D. Svensson 52’ Antman 54’ Ingvartsen |

| Arbitro: | Sundberg |

|  |           |                   |
|  | Marcatori | 21’ (rig.) Osorio |

| Arbitro: | Krogh |

|                           |           |                                 |
| Franculino 20’ Osorio 41’ | Marcatori | 11’ Cornelius 90+4’ (rig.) Diks |

| Brondby 21 aprile 2024, ore 18:00 CEST 26ª giornata | Brøndby | – referto | Midtjylland | Brøndby\| Arbitro: \| [ \| |
| Arbitro:                                            | [       |           |             |                            |

| Silkeborg 29 aprile 2024, ore 19:00 CEST 27ª giornata | Silkeborg | – referto | Midtjylland | MASCOT Park |

| Herning 5 maggio 2024, ore 18:00 CEST 28ª giornata | Midtjylland | – referto | Brøndby | MCH Arena |

| Herning 12 maggio 2024, ore 18:00 CEST 29ª giornata | Midtjylland | – referto | Aarhus | MCH Arena |

| Copenaghen 16 maggio 2024, ore 20:00 CEST 30ª giornata | Copenaghen | – referto | Midtjylland | Parken |

| Farum 20 maggio 2024, ore 18:00 CEST 31ª giornata | Nordsjælland | – referto | Midtjylland | Right to Dream Park |

| Herning 26 maggio 2024, ore 17:00 CEST 32ª giornata | Midtjylland | – referto | Silkeborg | MCH Arena |

### UEFA Europa Conference League

#### Secondo turno preliminare
| Arbitro: | Volen Chinkov |

|                        |           |  |
| Dalsgaard 38’ Kaba 59’ | Marcatori |  |

| Arbitro: | Ferenc Karakó |

|                     |           |               |
| De Almeida 15’, 52’ | Marcatori | 112’ Chilufya |

#### Terzo turno preliminare
| Arbitro: | Sigurd Kringstad |

|           |           |  |
| Bezus 38’ | Marcatori |  |

| Arbitro: | Ian McNabb |

|                                                                |           |               |
| Cho Gue-sung 27’ (rig.) Franculino 43’, 45+2’, 64’ Gigović 80’ | Marcatori | 31’ Kakoullīs |

#### Spareggi
| Arbitro: | Mykola Balakin |

|                                 |           |                               |
| Juninho 16’ Franculino 34’, 71’ | Marcatori | 26’ Gual 64’ Slisz 86’ Kramer |

| Arbitro: | Simone Sozza |

|                                        |                      |                                            |
| Pekhart 53’                            | Marcatori            | 71’ Paulinho                               |
| Slisz Muci Pankov Kramer Josué Rosołek | Tiri di rigore 6 – 5 | Cho Juninho Rømer Sørensen Dyhr Gartenmann |